# 9713 Oeax
9713 Oeax este o planetă minoră (asteroid), cu un diametru de 18,651 km, din Asteroid troian al lui Jupiter. A fost descoperită pe 19 septembrie 1973 la Observatorul Palomar de Cornelis Johannes van Houten și a fost numită după Oeax⁠(d). 
Obiectul prezintă o orbită caracterizată de o semiaxă mare de 5,1763902 UAi, o excentricitate de 0,054, o înclinație de 4,15741 ° în raport cu ecliptica.